# Malevolent Grain
Malevolent Grain es un EP de Wolves in the Throne Room que precede a su tercer álbum, Black Cascade. Este es el primer disco en incluir guitarras de Will Lindsay, exintegrante de la ya desaparecida banda Middian. Jamie Myers, del grupo Hammers of Misfortune, también aporta voces invitadas en la canción "A Looming Resonance".

## Pistas
| N.º | Título                | Duración |  |
| 1.  | «A Looming Resonance» | 13:01    |  |
| 2.  | «Hate Crystal»        | 10:38    |  |

## Personal

### Wolves in the Throne Room
- Nathan Weaver – voz principal, guitarra, bajo.
- Aaron Weaver – batería.
- Will Lindsay – guitarra.

### Músicos adicionales
- Jamie Myers – voz femenina en «A Looming Resonance».

### Personal adicional
- Christophe Szpajdel – logotipo.

## Historial de lanzamiento
| Región         | Fecha                 | Sello              | Formato | Catálogo | Notas                                                                       |
| -------------- | --------------------- | ------------------ | ------- | -------- | --------------------------------------------------------------------------- |
| Estados Unidos | 17 de febrero de 2009 | Southern Lord      | Vinilo  | LORD101  | Vinilo negro.                                                               |
| Estados Unidos | 17 de febrero de 2009 | Southern Lord      | Vinilo  | LORD101  | Vinilo verde bosque.                                                        |
| Estados Unidos | 17 de febrero de 2009 | Southern Lord      | Vinilo  | LORD101  | Vinilo dorado.                                                              |
| Bélgica        | febrero de 2009       | Conspiracy Records | Vinilo  | core074  | Disco ilustrado, limitado a 700 copias.                                     |
| Estados Unidos | 4 de marzo de 2009    | Autoeditado        | CD      | WITTR001 | Digipak disponible solo a través del sitio web de la banda o en conciertos. |